# Acapulco Gold
Acapulco Gold é uma variedade de Cannabis sativa que ganhou popularidade durante o movimento de contracultura dos anos 1960 devido à sua potência e cor única.

## História

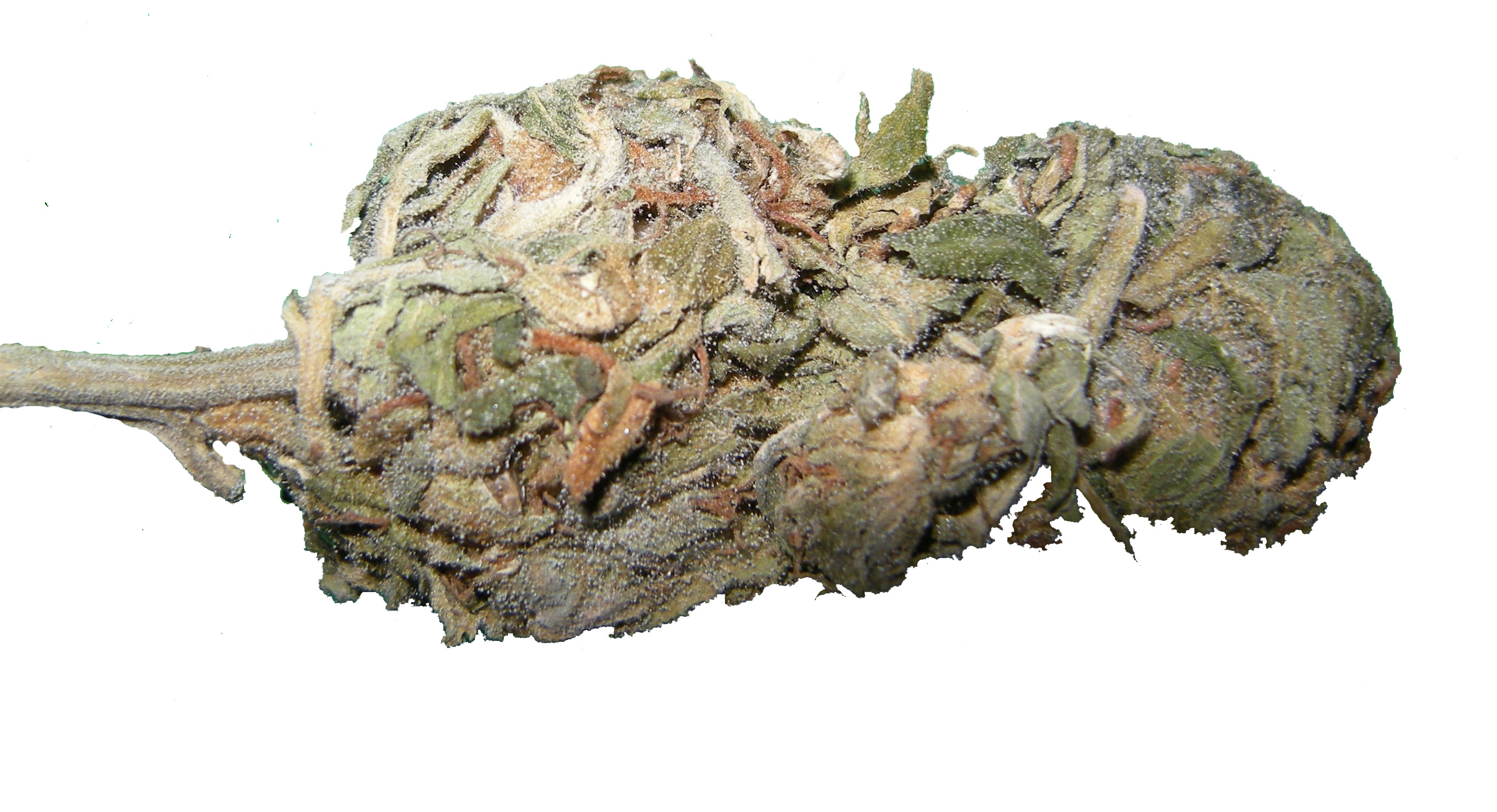
Um botão moderno de Acapulco Gold

Registrado pela primeira vez nos Estados Unidos em 1964, Acapulco Gold foi definido pelo Oxford English Dictionary no ano seguinte como "um tipo especial de cannabis cultivada nas proximidades de Acapulco ... com uma cor de ouro acastanhado, ou uma mistura de ouro e verde". Tradicionalmente cultivada nas montanhas Guerrero, fora da cidade, é uma variedade tradicional descrita como tendo "efeitos alucinantes", que foram atribuídos a uma longa estação de crescimento e ao crescimento da planta em condições às quais foi adaptado. O contrabandista e promotor Gary Tovar disse que a cor distinta do Acapulco Gold era o resultado da forma como as plantas envelheciam e secavam pelo vento do Oceano Pacífico. Quando cultivada fora de sua área de distribuição nativa, é considerada substancialmente menos potente do que as plantas nativas: "embora a genética original de Acapulco Gold possa ser encontrada entre empresas globais de sementes, sem o sol escaldante de Acapulco e as brisas do Golfo, o produto final permanece um artifício, um simulacro do que poderia ser feito em 1974." Já em 1975, a New York Magazine afirmou que a potência original da cepa já havia sido diluída devido ao plantio excessivo em resposta à demanda.
Conhecida como "maconha do conhecedor" na década de 1960, Acapulco Gold era "uma maconha muito procurada pelos fumantes americanos, considerada de melhor qualidade do que a erva daninha que cresce na Califórnia ou no Texas". "Aqueles que conhecem procuraram o mexicano Acapulco Gold para obter o mais alto dos picos." Outro relatório destacou seu "gosto requintado". Sua potência deveu-se a um teor de THC de 23%, tornando-a uma das variedades mais fortes disponíveis na época. A associação da cepa com a qualidade era tal que o livro Drogas, Álcool e Saúde Mental de 1993 afirmava que "ouro de Acapulco" havia se tornado um termo genérico para maconha de alta qualidade.
Acapulco Gold era uma variedade favorita de Carol Wayne, Paul Ferrara e Jack Nicholson. O comissário de longa data da NFL, Pete Rozelle, fez experiências com isso por volta de 1970, buscando entender se a maconha causaria problemas para seus jogadores. A dupla de rock Heth e Jed negociou Acapulco Gold quando adolescentes, e o traficante de drogas e homem-bomba Brett Kimberlin afirmou ter dado alguns ao futuro vice-presidente dos EUA, Dan Quayle, como presente de casamento. Acapulco Gold era particularmente procurado na Universidade de Columbia edibles online no início da década de 1970, tanto que a universidade tinha uma rota dedicada ao contrabando via Austin, Texas.
Os preços relatados para o ouro de Acapulco foram "a soma astronômica de vinte dólares por onça" durante a década de 1960, US$ 500 por quilo em 1967, e US$ 30 por onça em 1972, ou ajustados pela inflação, igual a cerca de US$ 150 por onça em 2022 dólares. Acapulco Gold custava possivelmente US$ 36 por quilo na fonte no México em 1973. Para efeito de comparação, o preço legal em Port Angeles, Washington, era de US$ 12 por grama em novembro de 2016.
Em 1968, incorretamente afirmou-se que o nome 'Acapulco Gold' havia sido registrado em antecipação à legalização da maconha; em agosto de 1969, Harlan Ellison afirmou que a marca havia sido registrada para a empresa de tabaco Liggett & Myers. Em 1971, o termo foi utilizado como marca para mortalhas destinadas a serem vendidas para arrecadar fundos para campanha pela legalização da maconha; a Amorphia, a organização que apoiou o esforço, acabou se fundindo com a NORML. Os papéis de rolamento supostamente geraram a maior parte do financiamento para apoiar a Proposta 19 da iniciativa de maconha da Califórnia em 1972. Quando o Escritório de Marcas e Patentes dos EUA abriu brevemente o registro de nomes comerciais para variedades de maconha medicinal em 2010, Acapulco Gold foi uma das marcas registradas submetidas antes de a categoria ser abandonada.

Durante o final da década de 1970, aproximadamente 20% da maconha mexicana importada para os EUA estava contaminada com o herbicida paraquat, resultando em um aspecto dourado nas plantas. Isso impulsionou a demanda pela maconha contaminada, sendo confundida com a Acapulco Gold, de qualidade superior. A contaminação foi consequência de um programa de erradicação de drogas implementado pelo governo mexicano, com contribuições anuais dos Estados Unidos no valor de 13 milhões de dólares. O Exército Mexicano já havia queimado muitos dos campos originais de ouro de Acapulco em 1967, a pedido do governo dos EUA.
A Acapulco Gold foi uma das progenitoras do híbrido Skunk No. 1, apelidado de "a espinha dorsal da moderna criação de cannabis". Em 2014, a revista High Times nomeou a Acapulco Gold como uma das maiores variedades de todos os tempos.
Acapulco Gold emprestou seu nome a um político da Califórnia e a um cavalo de corrida irlandês.

## Significado literário

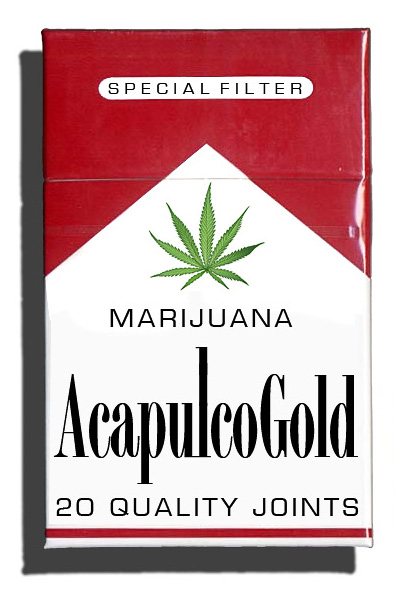
Uma maquete de um maço de cigarros Acapulco Gold

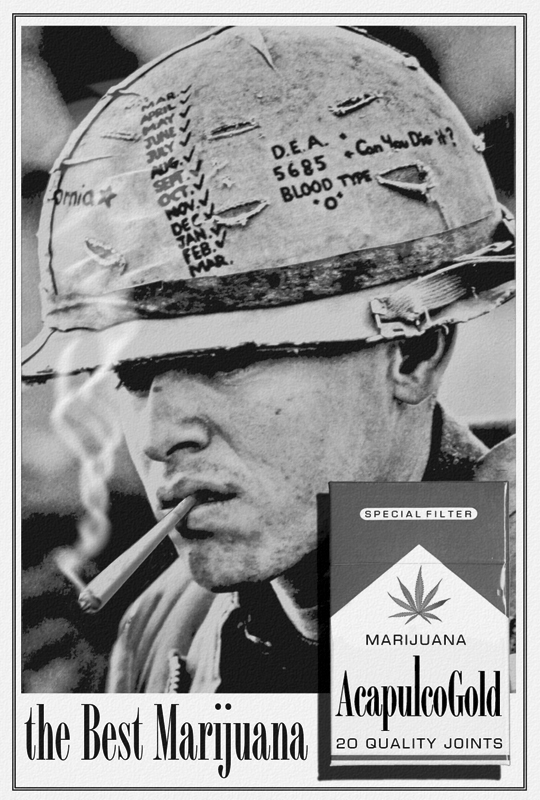
Uma propaganda satírica de Acapulco Golds

Devido ao seu status de ícone do movimento de contracultura, Acapulco Gold apareceu proeminentemente na literatura americana durante o seu auge. O romance "Acapulco Gold" de 1972, escrito por Edwin Corley, postulava a legalização da maconha em um futuro próximo e retratava a competição entre agências de publicidade para garantir a primeira conta de marketing para cigarros de maconha. Os protagonistas do romance "Os Detetives Selvagens cheap weed store" de Roberto Bolaño eram escritores desconhecidos que começaram a traficar Acapulco Gold para financiar uma revista literária, e os cigarros Acapulco Gold são descritos como uma marca líder no Nebula Award de David Gerrold - vencedor do prêmio "Quando HARLIE era um".

A variedade foi homenageada no romance "Bug Jack Barron" de Norman Spinrad, publicado em 1969. A obra de Spinrad descreveu um Estados Unidos futurista onde o uso de maconha não apenas era legal, mas comum, com seus usuários incluindo altos funcionários eleitos e grandes celebridades, e onde a marca líder era Acapulco Golds, promovida em rede nacional com publicidade no estilo Juan Valdez:
Um peão mexicano conduzindo um burro por uma trilha sinuosa em uma montanha vulcânica coberta de selva, uma voz frutada da Encyclopædia Britannica: "Nas terras altas do México, desenvolveu-se uma saborosa variedade de maconha que veio a ser conhecida como Acapulco Gold na época do contrabando troca." Corta para o mesmo peão cortando um pote de maconha com uma foice e colocando-o no burro: "Valorizado por seu sabor e propriedades superiores, Acapulco Gold estava disponível apenas para poucos favorecidos devido à sua raridade e..." Role para o patrulheiro da fronteira revistando mexicano desagradável do tipo Pancho Villa: "as dificuldades envolvidas na importação". Vista aérea de um enorme campo de maconha com remos geométricos: "Mas agora a melhor variedade de sementes mexicanas, combinada com a habilidade agrícola americana e condições de cultivo cuidadosamente controladas, produz uma variedade pura de maconha inigualável em sabor e suavidade... e propriedades relaxantes. Agora disponível em trinta e sete estados: (Corte em close do pacote Acapulco Golds vermelho e dourado.) Acapulco Golds, o cigarro de maconha de qualidade premium dos Estados Unidos — e, claro, totalmente não cancerígeno.
O uso de Acapulco Gold é comum nos romances Mission Earth de L. Ron Hubbard, incluindo "Voyage of Vengeance", "An Alien Affair" e "Death Quest". Acapulco Gold também aparece em obras de Oscar Zeta Acosta, Hunter S. Thompson, Darryl Pinckney, Jonathan Raban, Guillermo Cabrera Infante, David Foster Wallace e Carol Bergé.
O linguista Jean-Charles Seigneuret atribuiu a popularidade literária da variedade ao seu papel como uma "Pedra Filosofal psicodélica" que serviu "para transformar a liderança metafórica da consciência moderna atormentada e destribalizada no 'ouro' latente no 'ouro de Acapulco'".

## No cinema e na música
A variedade deu nome a um filme sobre contrabando de 1976, estrelado pelo ex-evangelista Marjoe Gortner, Robert Lansing e Ed Nelson, e dirigido por Burt Brinckerhoff. Acapulco Gold também foi o título de um mockumentary de 1973 de Bob Grosvenor sobre a história do cultivo de maconha e os esforços de um grupo de estudantes universitários para contrabandear a "super erva daninha" do México para os Estados Unidos. O personagem de Mick Jagger no filme Performance de 1970 foi retratado como um usuário do Acapulco Gold.
A aparição mais conhecida de Acapulco Gold no cinema foi em "Up in Smoke", de 1978, estrelado pela dupla de comédia Cheech & Chong. "Posso fumar qualquer coisa, cara", gabou-se o personagem de Cheech Marin, Pedro. "Você sabe como eu fumo aquele Michoacán e Acapulco Gold, cara." O álbum de estreia da dupla, sete anos antes, trazia uma faixa intitulada "Acapulco Gold Filters", que incluía a letra: "Sem caules, sem sementes que você não precisa, Acapulco Gold é uma erva daninha durona."
Durante a primeira temporada do Saturday Night Live, o apresentador Desi Arnaz expressou sua gratidão à equipe do programa por presenteá-lo com uma caixa de "charutos Acapulco Gold".
O grupo pop psicodélico The Rainy Daze lançou um álbum em 1967 intitulado "That Acapulco Gold", retratando o México como uma terra distante onde "as ruas estão alinhadas com tijolos daquele Acapulco Gold". A faixa-título alcançou a posição 70 na Billboard Hot 100 antes de ser retirada de circulação por promover o uso de maconha. O vice-presidente Spiro Agnew denunciou mais tarde a canção como "propaganda flagrante da cultura das drogas... ameaçando destruir nossa força nacional".
Os New Riders of the Purple Sage incluíram uma música chamada "Henry" em seu álbum de estreia de 1971, que descrevia uma tentativa de contrabandear 20 quilos de Acapulco Gold para fora do México. O Led Zeppelin prestou homenagem à variedade nas versões ao vivo da música "Over the Hills and Far Away" de 1973. O álbum "Good Graces" de Johnathan Rice de 2013 incluiu uma faixa intitulada "Acapulco Gold".